# Under Blackpool Lights
Under Blackpool Lights è il primo DVD ufficiale della band statunitense The White Stripes, pubblicato nel 2004.
Il DVD contiene 26 tracce registrate al The Empress Ballroom (Winter Gardens) nella località balneare di Blackpool in Inghilterra, il 27 gennaio e il 28 gennaio del 2004 ed è diretto da Dick Carruthers.
Nella scaletta dei brani, ci sono alcune cover come:
- "Take a Whiff on Me" (Leadbelly)
- "Outlaw Blues" (Bob Dylan)
- "Jack the Ripper" (Screaming Lord Sutch)
- "Jolene" (Dolly Parton)
- "Death Letter" (Son House)
- "Goin' Back to Memphis" (Soledad Brothers)
- "De Ballit of de Boll Weevil" (Leadbelly)

## Tracce
1. "When I Hear My Name"
2. "Black Math"
3. "Dead Leaves and the Dirty Ground"
4. "I Think I Smell a Rat"
5. "Take a Whiff on Me" (e una parte di "Cannon")
6. "Astro"
7. "Outlaw Blues"
8. "Jack the Ripper"
9. "Jolene"
10. "Hotel Yorba"
11. "Death Letter" e "Grinnin' In Your Face"
12. "Do"
13. "The Hardest Button to Button"
14. "Truth Doesn't Make a Noise"
15. "The Big Three Killed My Baby"
16. "Wasting My Time"
17. "You're Pretty Good Looking (For a Girl)"
18. "Hello Operator"
19. "Apple Blossom"
20. "Ball and Biscuit"
21. "Let's Shake Hands"
22. "I Fought Piranhas"
23. "Let's Build a Home"
24. "Goin' Back to Memphis"
25. "Seven Nation Army"
26. "De Ballit of de Boll Weevil"